# Bokermannohyla caramaschii
Bokermannohyla caramaschii é uma espécie de anfíbio da família Hylidae. Endêmica do Brasil, pode ser encontrada na Serra da Mantiqueira nos estados de Minas Gerais e Espírito Santo.